# Destructor Fuciliere (1937)
El Fuciliere va ser un dels dinou destructors de classe Soldati construïts per a la Regia Marina a finals dels anys trenta i principis dels anys quaranta. Completat a principis de 1939, va servir a la Segona Guerra Mundial. A la postguerra va ser cedit a la Unió Soviètica, servint sota el nom de Legkij

## Disseny i descripció
Els destructors de classe Soldati eren versions lleugerament millorades de la classe Oriani anterior. Tenien una longitud entre perpendiculars de 101,6 metres i una longitud total de 106,7 metres. Els vaixells tenien una mànega de 10,15 metres i un calat mitjà de 3,15 metres i 4,3 metres amb càrrega profunda. El Soldatis desplaçaven 1.830–1.850 tones mètriques (1.800–1.820 tones llargues) amb càrrega normal, i 2.450–2.550 tones mètriques (2.410–2.510 tones llargues) amb càrrega profund. El seu complement durant la guerra era de 206 oficials i mariners.
El Fuciliere estava accionat per dues turbines de vapor d'engranatge Belluzzo, cadascuna impulsava un eix d'hèlix utilitzant vapor subministrat per tres calderes Yarrow. Dissenyats per a una potència màxima de 48.000 cavalls de potència (36.000 kW) i una velocitat de 34-35 nusos (63-65 km/h; 39-40 mph) en servei, els vaixells de la classe Soldati van assolir velocitats de 39-39. 40 nusos (72–74 km/h; 45–46 mph) durant les seves proves de mar amb una càrrega lleugera. Portaven prou fuel oil per donar-los una autonomia de 2.340 milles nàutiques (4.330 km; 2.690 milles) a una velocitat de 14 nusos (26 km/h; 16 mph) i 682 nmi (1.263 km; 785 milles) a una velocitat de 34 nusos (63 km/h; 39 mph).
La bateria principal del Fuciliere constava de quatre canons de 120 mil·límetres de calibre 50 en dues torretes de dos canons, una a davant i a darrere de la superestructura. En una plataforma al mig del vaixell hi havia un canó d'obús estrella de 120 mil·límetres de calibre 15. La defensa antiaèria (AA) del Soldatis era proporcionada per vuit canons Breda Model 1935 de 20 mil·límetres. Els vaixells estaven equipats amb sis tubs de torpedes de 533 mil·límetres en dos muntatges triples al mig del vaixell. Tot i que no tenien un sistema de sonar per a tasques antisubmarines, estaven equipats amb un parell de llançadors de càrrega de profunditat, i portava 34 càrregues. Els vaixells podien portar 64 mines.

## Història

### Servei durant la Segona Guerra Mundial
Al començament de la Segona Guerra Mundial va formar part de la XIII Esquadró de Destructors, que va formar juntament amb els bessons Bersagliere, Granatiere i Alpino.
El 7 de juliol de 1940, a les 12.35, va abandonar Palerm juntament amb les unitats seccionals i la VII Divisió de Creuers (Eugenio di Savoia, Duca d’Aosta, Attendolo i Montecuccoli), per després unir-se a la resta de la II Esquadró Naval (creuer pesat Pola, Divisions de creuers I, II i III per un total de 7 unitats i esquadrons destructors IX, X, XI i XII) que, després d'haver actuat com a força de suport a una operació de combois per a Líbia, es van incorporar a l'esquadró I i van participar en la batalla de Punta Stilo del 9 de juliol; tanmateix la VII Divisió (i amb ella la XIII Esquadra) es va unir tard a la resta de la formació italiana, amb la batalla ja en marxa, tenint així només un paper marginal en la batalla.
Després de la Nit de Tàrent de l'11 al 12 de novembre de 1940, en què els cuirassats Duilio, Conte di Cavour  i Littorio van resultar greument danyats, els esquadrons X i XIII van ser traslladats a Nàpols per escortar els cuirassats Doria i Vittorio Veneto i Cesare, que havien sortit il·lesss de l'atac anglès a la base de Tàrent.
Cap al migdia del 27 de novembre, va sortir de Nàpols juntament amb els cuirassats i Vittorio Veneto i Giulio Cesare, la resta de la XIII Esquadra i el VII Esquadró de Destructors (Freccia, Dardo, Saetta), participant aleshores en la batalla inconclusa del Cap Teulada.
El 8 de febrer de 1941 va sortir de La Spezia juntament amb les altres unitats de l'Esquadró XIII, l'Esquadró X (Maestrale, Grecale, Libeccio, Scirocco) i els cuirassats Vittorio Veneto, Cesare i Doria per interceptar la formació britànica que es dirigia a Gènova per bombardejar aquella ciutat; l'endemà l'esquadró italià es va incorporar a la III Divisió de Creuers (Trento, Trieste i Bolzano) que amb els destructors Carabiniere i Corazziere havien sortit de Messina, però no va aconseguir evitar el bombardeig, ni identificar els vaixells britànics.
El matí del 27 de març, va substituir, amb la resta del XIII Esquadró, el X Esquadró (Maestrale, Grecale, Libeccio i Scirocco) a l'escorta del cuirassat Vittorio Veneto, que amb diverses altres unitats – Divisions de creuers I (Zara, Pola, Fiume), III (Trento, Trieste, Bolzano) i VIII (Garibaldi i Duca degli Abruzzi), esquadrons destructors IX (Alfieri, Oriani, Gioberti, Carducci), XVI (da Recco, Pessagno), XII (Corazziere, Carabiniere i Ascari) – destinat a participar en l'operació «Gaudo», que després va resultar en la desastrosa batalla del Cap Matapan, que va acabar amb la pèrdua de tota la 1a Divisió i els destructors Alfieri i Carducci. Durant aquesta batalla els vaixells de l'Esquadró XIII van escortar el Vittorio Veneto, danyat per un torpediner, defensant-lo amb el seu propi foc antiaeri.
L'11 de maig part de l'escorta indirecta, juntament amb els creuers lleugers Bande Nere, Cadorna, Duca degli Abruzzi i Garibaldi i els destructors Fuciliere, Alpino, Scirocco, Maestrale, da Recco, Pancaldo, Pessagno i Usodimare, a un comboi format pels mercants Preussen, Wachtfels, Ernesto, Tembien, Giulia i Col di Lanai que es va beneficiar de l'escorta directa dels destructors Dardo, Aviere, Geniere, Grecale i Camicia Nera: havent sortit de Nàpols, els vaixells van arribar a Trípoli el 14.
El 3 de juny va sortir de Palerm per formar part, juntament amb el Granatiere, l'Alpino i el Bersagliere i els creuers Duca degli Abruzzi i Garibaldi, de l'escorta indirecta del comboi «Aquitania» (vaixells mercants Aquitania, Caffaro, Nirvo, Montello, Beatrice Costa i el petroler Pozarica), en ruta Nàpols-Trípoli escortats pels destructors Dardo, Aviere, Geniere i Bandiera Nera i el torpediner torpediniera Missori); el 4 de juny, mentre els vaixells es trobaven a unes vint milles de les illes Kerkennah, van ser atacats per avions que van impactar amb el Montello, que va explotar sense deixar supervivents, i el Beatrice Costa, que, irreparablement danyat, va haver de ser abandonat i enfonsat pel Camicia Nera.
El 14 de juliol va escortar de Trípoli a Nàpols, juntament amb els destructors Malocello i Alpino i els torpediners Orsa, Procione i Pegaso, els mercants Rialto, Andrea Gritti, Sebastiano Venier, Barbarigo i Ankara : el submarí britànic P 33 va torpedinar i enfonsar el Barbarigo en la posició 36°27' N i 11°54' E, després de ser greument danyat per la reacció de l'escorta, mentre la resta del comboi arribava a Nàpols el dia 16.
El 21 de juliol va sortir de Palerm per escortar el vaixell cisterna Brarena (escolta reforçada posteriorment pel destructor Folgore) per unir-se a l'escorta d'un comboi - vapors Maddalena Odero, Nicolò Odero, Caffaro i Preussen escortat pels destructors Folgore, Euro, Saetta i Fulmine, després es van unir l'Alpino i la torpedinera Pallade amb destinació a Trípoli, però el dia 22 el comboi va ser atacat pels torpediners Swordifsh del 830 esquadró que va enfonsar Preussen i Brarena.
El 24 de setembre va sortir de Nàpols juntament amb la resta de la XIII Esquadra (Granatiere i Fuciliere als quals s'havia adjuntat temporalment un altre destructor, el Gioberti), els cuirassats Vittorio Veneto i Littorio i els XIV Esquadrons Destructors (Folgore, Da Recco, Pessagno) per interceptar un comboi britànic, però fracassà.
El 8 d'octubre, a les 22.20 hores, va sortir de Nàpols per escortar a Líbia, juntament amb el Granatiere, l'Alpino i el Fuciliere (posteriorment s'hi van unir l'antic torpediner Cascino procedent de Trapani), el comboi «Giulia», format pel petrolier Proserpina i els transports Giulia, Bainsizza, Nirvo, Zena i Casaregis ; el Bainsizza i el Nirvo, capturats per avaries, però van haver de fer reparacions a Trapani mentre que el 12 d'octubre, a les 22.25, els torpediners britànics del 830è Esquadró van atacar el comboi i van enfonsar el Zena i els Casaregis (respectivament a 34°52' N i 12°22' i 34°10' N i 12°38' E): el comboi «Giulia» va ser el primer comboi víctima dels desxiframents realitzat per l'organització Ultra.
La matinada del 8 de novembre de 1941, el Fusiliere va sortir de Messina juntament amb la III Divisió (Trento i Trieste) i el Granatiere, l'Alpino i el Fuciliere per fer d'escorta indirecta del comboi «Duisburg»: aquest comboi, format pels transports Duisburg, San Marco, Sagitta, Maria, Rina Corrado, Conte di Misurata i Minatitlan (amb un total de 34.473 t de subministraments a bord, 389 vehicles, 243 homes) va ser dirigit a Trípoli amb l'escorta dels destructors Maestrale, Grecale, Libeccio, Fulmine, Euro i Alfredo Oriani. A la nit següent el comboi va ser atacat i destruït per la Força K britànica (creuers lleugers Aurora i Penelope i destructors Lance i Lively): tots els vaixells mercants i el Fulmine van ser enfonsats, mentre que el Grecale va informar de greus danys. L'Alpíno va participar en la lluita i, al final d'aquesta, només va poder participar, juntament amb Maestrale, Oriani, Euro, Fuciliere i Alpino, en el rescat dels 704 supervivents.
El 21 de novembre de 1941 va sortir a la mar per escoltar a Messina, juntament amb el creuer lleuger Garibaldi, els destructors Vivaldi, da Noli, Granatiere, Alpino, Corazziere i Carabiniere i el torpediner Perseo el creuer lleuger Duca degli Abruzzi, molt danyat per torpediners durant una missió d'escorta indirecta a dos combois cap a Líbi.
El 16 de desembre, juntament amb els cuirassats Andrea Doria, Giulio Cesare i Littorio, els creuers pesats Trento i Gorizia i els destructors Granatiere, Maestrale, Alpino, Fuciliere, Corazziere, Carabiniere, Oriani, Gioberti i Usodimare, va formar part de la força de suport en l'operació de combois per a Líbia «M 42» (dos combois formats per vaixells mercants Monginevro, Napoli, Ankarai Vettor Pisani escortat pels destructors Saetta, Da Recco, Vivaldi, Da Noli, Malocello, Pessagno i Zeno, tots dos van sortir de Tàrent i es van dirigir a Bengasi –Ankara i Saetta– i Trípoli –les altres unitats–); els vaixells van arribar al seu destí indemnes el dia 18, mentre que el grup de suport va participar en un enfrontament poc concloent amb una formació britànica que va prendre el nom de la primera batalla de Sirte, en la qual tanmateix el Fusiliere no va tenir un paper especial.
A les 10.15 del 3 de gener de 1942 va sortir de Messina juntament amb els destructors Fuciliere, Vivaldi, Da Recco i Usodimare per escortar a Trípoli, com a part de l'operació «M 43» (tres combois per a Líbia amb un total de 6 vaixells mercants, 6 destructors i 5 torpediners), un comboi format pels moderns vaixells a motor Nino Bixio, Lerici i Monginevro : tots els vaixells mercants van arribar al seu destí el 5 de gener.
El 22 de gener va formar part –juntament amb els creuers Attendolo, Duca degli Abruzzi i Montecuccoli i els destructors Fuciliere, Carabiniere i Alpino – de la força de suport proper al «T. 18" (un comboi format pel transport de tropes Victoria - sortit de Tàrent - i pels carguers Ravello, Monviso, Monginevro i Vettor Pisani -sarpat des de Messina-, amb una càrrega de 15.000 tones de materials, 97 tancs, 271 vehicles, 1467 homes i el destructor escorta Vivaldi ,Malocello, Da Noli, Aviere, Geniere i Camicia Nera i els torpediners Orsa i Castore); el comboi va arribar a Trípoli el 24, patint tanmateix la pèrdua del Victoria, enfonsat per dos atacs dels torpediners.
A la una de la nit del 22 de març de 1942, juntament amb la resta del XIII Esquadró de Destructors (Fuciliere i Alpino, al qual també s'havia unit temporalment el destructor Lanciere), va sortir de Messina juntament amb els creuers Trento, Gorizia i Bande Nere. Unida a la resta de l'esquadra naval italiana, la formació va participar aleshores en la segona batalla de Sirte, en la qual el Fusiliere no va tenir un paper important.
Va participar en les grans batalles aeronavals de mitjans de juny (12-16 de juny de 1942) i mitjans d'agost (11-13 d'agost de 1942).
Durant l'any 1942 el vaixell va fer obres que van suposar l'eliminació de la peça il·luminadora i l'embarcament de 4 metralladores de 20 mm i un ecogoniometre.
L'any 1943 va sofrir altres modificacions: el complex llançatorpedes de popa va ser substituït per 2 metralladores Breda de 37/54 mm i es va embarcar un radar EC3/ter "Gufo".

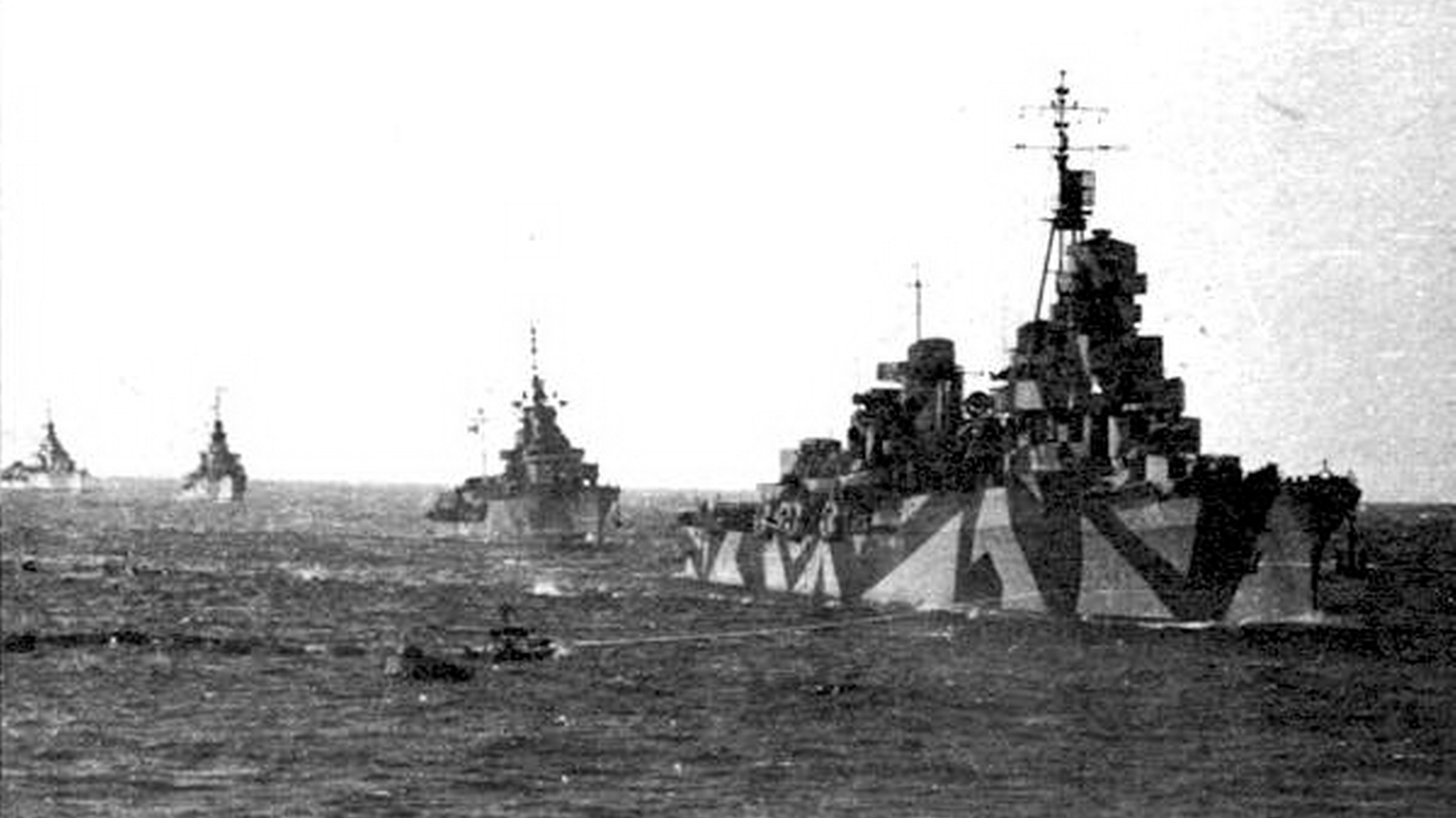
El Regolo, el Mitragliere, el Fuciliere i el Carabiniere consecutius en tornar a Tàrent el 23 de gener de 1945. El Fuciliere és el tercer vaixell des de la dreta.

Quan es va proclamar l'armistici, el vaixell va sortir de La Spezia amb la resta de l'esquadra naval (cuirassats Italia, Vittorio Veneto i Roma, creuers lleugers Giuseppe Garibaldi, Attilio Regolo, Duca degli Abruzzi, Eugenio di Savoia, Duca d’Aosta, Montecuccoli, destructors Artigliere, Mitragliere, Legionario, Carabiniere, Velite, Grecale, Oriani) rendir-se als Aliats a Malta. A les 15.15 del 9 de setembre, però, la formació va ser atacada pels bombarders alemanys Dornier Do 217: primer el cuirassat Italia va ser lleugerament danyat (per una bomba llançada prop del casc), després, a les 15.42, el cuirassat Roma va ser impactat per una bomba coet que, havent perforat totes les cobertes, va esclatar sota la quilla provocant greus danys com una bretxa al casc, danys a l'artilleria antiaèria i una sala de màquines fora d'ús (amb reducció de velocitat a 16 nusos); deu minuts després el mateix vaixell va ser colpejat per una segona bomba prop d'un dipòsit de municions: devastat per una explosió colossal, el Roma va bolcar i es va enfonsar, trencant-se en dos, en 19 minuts, portant-se 1393 homes amb ell.) A les 16.07, el XII Esquadró al qual pertanyia el Fucilierw (comandat pel capità de fragata Uguccione Scroffa juntament amb el Mitragliere i el Carabiniere, va ser enviat a rescatar el vaixell que s'enfonsava; els tres destructors van rescatar un total de 503 homes (altres 119 van ser salvats pel creuer lleuger Attilio Regolo i pel torpediners Orsa, Pegaso i Impetuoso); el Mitragliere i la resta d'unitats es van dirigir llavors cap a Maó a les Illes Balears, on van arribar a les 8.30 hores, desembarcant els supervivents del Roma
El 10 de setembre de 1943, el Mitragliere, el Fuciliere, el Carabiniere i el Regolo van ser internats al port de Maó, on van romandre fins al 21 de gener de 1945, quan van poder tornar a Itàlia (l'Orsa van tenir una sort semblant, mentre que el Pegaso i l'Impetuoso van preferir s'enfonsar-se).

### La cessió a la Unió Soviètica
Després de la guerra, el tractat de pau preveia l'assignació del Fuciliere a la Unió Soviètica com a compensació pels danys de guerra.

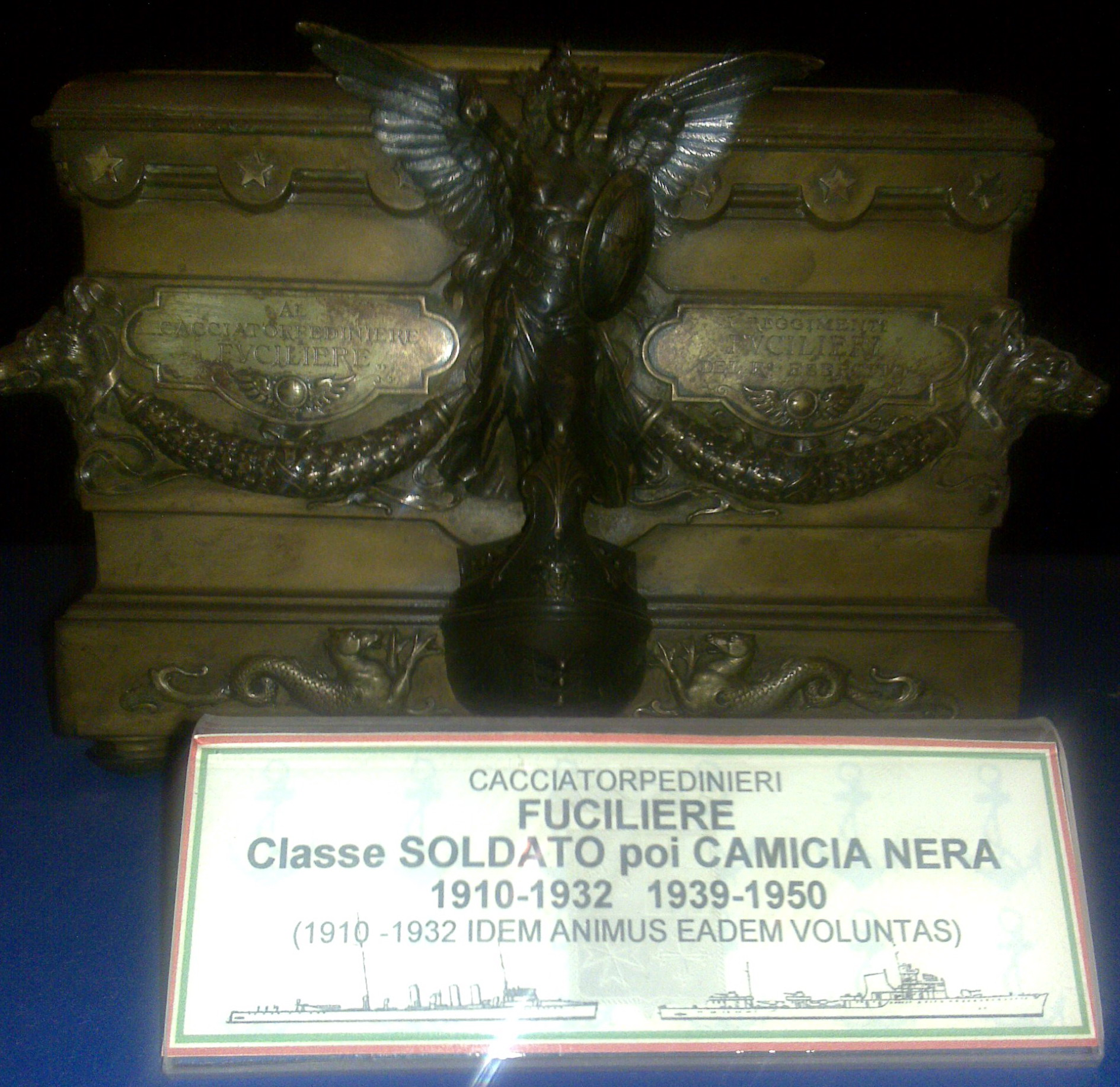
El capó de la bandera de guerra del Fuciliere al Santuari de les Banderes

El lliurament de la unitat i de gairebé tots els altres vaixells destinats als soviètics s'hauria d'haver fet al port d'Odessa. El trasllat s'havia d'haver fet amb tripulacions civils italianes sota el control de representants soviètics i amb vaixells amb bandera de la Marina Mercant, amb les autoritats del govern italià responsables dels vaixells fins que arribessin als ports on estava programat el lliurament. Per evitar possibles sabotatges, els vaixells dels dos primers grups serien conduïts a ports de destinacions sense munició a bord, que després serien transportats al seu destí amb vaixells de càrrega normals.
Designat Z 20,el destructor va arribar a Odessa amb una tripulació de la Marina Mercant, unint-se a la Marina Soviètica el 10 (o 31) de gener de 1950.
L'antiga Fuciliere va canviar el seu nom assignat diverses vegades: inicialment rebatejat Nastoitchivyi i després Byedovyi, va tenir el nom definitiu de Legkij (rus: Легкий) després del lliurament.
El vaixell de l'Armada Soviètica va ser assignat a la Flota del Mar Negre i al comandament de la qual es va designar el capità de segon rang Kostantin Staricyn.
El 30 de desembre de 1954, el vaixell va ser despullat del seu armament i classificat com a vaixell objectiu amb la designació CL 57.
El març de 1958 va ser utilitzat com a vaixell d'entrenament estàtic i assignat a la 78a Brigada d'Ensenyament per ser donat de baixa el 21 de gener de 1960. Posteriorment va ser enviat a demolició.
El capó de la bandera de guerra del Fuciliere es conserva a Roma al Santuari de la Bandera del Vittoriano i és el mateix capó on es guardava la bandera de guerra de l'anterior destructor del mateix nom, avarat el 1909.

### Comandants
- Capitano di fregata Francesco Luigi Padolecchia (10 de gener de 1939 – febrer de 1940)
- Capitano di fregata Alfredo Viglieri (febrer de 1940 - 28 de juny de 1941)
- Capitano di fregata Giulio Cerrina Feroni (juliol de 1941 – febrer de 1942)
- Capitano di fregata Umberto Del Grande (febrer de – octubre de 1942)
- Capitano di fregata Uguccione Scroffa (10 de juny de 1943 – juny de 1944)